# Cúp BTV
Giải bóng đá Truyền hình Bình Dương (tên đầy đủ là Giải bóng đá Truyền hình Bình Dương – Cúp Number 1 vì lý do tài trợ), thường được gọi tắt là Cúp BTV, là một giải đấu bóng đá giao hữu thường niên do Đài Phát thanh – Truyền hình Bình Dương và Liên đoàn bóng đá Việt Nam phối hợp tổ chức. Giải được tổ chức lần đầu tiên vào năm 2000 với sự tham gia của các câu lạc bộ trong nước, và trở thành giải đấu quốc tế kể từ năm 2003.
Những đội bóng tham dự giải đấu này phần lớn là các câu lạc bộ đến từ trong và ngoài nước, và đôi khi còn có sự xuất hiện của các đội tuyển trẻ quốc gia; qua đó tạo điều kiện cho các đội bóng có cơ hội tập huấn, chuẩn bị cho mùa giải mới. Tất cả các trận đấu của Cúp BTV đều được diễn ra tại sân vận động Gò Đậu thuộc tỉnh Bình Dương.
Becamex Bình Dương hiện là nhà đương kim vô địch, với chức vô địch vào năm 2021.

## Lịch sử
Giải đấu đầu tiên được Đài Phát thanh – Truyền hình Bình Dương (BTV) phối hợp với Sở Thể dục Thể thao tỉnh Bình Dương tổ chức vào năm 2000 với sự tham gia của 5 câu lạc bộ, ban đầu mang tính chất một giải tập huấn cho các đội trong nước. Cảng Sài Gòn đã trở thành nhà vô địch đầu tiên của giải đấu. Năm 2003, Cúp BTV lần đầu tiên có các đội bóng nước ngoài tham gia cùng với tên gọi mới Giải bóng đá Quốc tế Truyền hình Bình Dương, và đến năm 2004 thì chính thức được Liên đoàn bóng đá Việt Nam (VFF) và Liên đoàn bóng đá châu Á (AFC) công nhận cũng như được đưa vào hệ thống thi đấu hàng năm của VFF. Năm 2021, giải được tổ chức trở lại sau một năm gián đoạn vì dịch COVID-19.
Tập đoàn Tân Hiệp Phát là nhà tài trợ chính xuyên suốt lịch sử của giải đấu, ngoại trừ năm 2011 được thay thế bởi tập đoàn Becamex IDC.

## Danh sách mùa giải
| 2000 | 4  | Cảng Sài Gòn                  | –                    | Không rõ              | Không rõ                | Không rõ                | Không rõ                |
| 2001 | 7  | Công an Thành phố Hồ Chí Minh | 3–2                  | Cảng Sài Gòn          | Bình Dương              | Không rõ                | Hải Quan                |
| 2002 | 8  | Bình Dương                    | 2–0                  | Ngân hàng Đông Á      | Gạch Đồng Tâm Long An   | 3–1                     | Cảng Sài Gòn            |
| 2003 | 8  | Bình Dương                    | 1–0                  | Gạch Đồng Tâm Long An | Krung Thai Bank         | 2–0                     | Ngân hàng Đông Á        |
| 2004 | 10 | Gạch Đồng Tâm Long An         | 3–1                  | Suwon City            | Bình Dương và Matsubara | Bình Dương và Matsubara | Bình Dương và Matsubara |
| 2005 | 8  | Bình Dương                    | 1–0                  | Gạch Đồng Tâm Long An | Tampines Rovers         | 3–1                     | Đà Nẵng                 |
| 2006 | 7  | Busan Kyotong                 | 3–2                  | Bình Dương            | Bình Định               | 3–1                     | Đồng Tâm Long An        |
| 2007 | 8  | Matsubara                     | 1–1 (4–3 p)          | Đồng Tâm Long An      | Daejeon Citizen         | 3–1                     | Đà Nẵng                 |
| 2008 | 7  | SHB Đà Nẵng                   | 4–4 (s.h.p.) (4–2 p) | Becamex Bình Dương    | Matsubara               | 7–2                     | Sinh viên Hàn Quốc      |
| 2009 | 8  | Duque de Caxias               | 2–1                  | Đồng Tâm Long An      | Xi măng Hải Phòng       | 3–1                     | Becamex Bình Dương      |
| 2010 |    | Đồng Tâm Long An              | 1–0 (s.h.p.)         | Matsubara             | Becamex Bình Dương      | 2–1                     | Vicem Hải Phòng         |
| 2011 |    | Matsubara                     | 2–0                  | Becamex Bình Dương    | Sài Gòn Xuân Thành      | 1–0                     | SC Villa                |
| 2012 |    | Becamex Bình Dương            | 2–0                  | U-22 Việt Nam         | Grêmio Barueri          | 4–0                     | Sài Gòn Xuân Thành      |
| 2013 |    | Becamex Bình Dương            | 1–0                  | U-23 Việt Nam         | Bangu Atlético          | 6–1                     | Sinh viên Hàn Quốc      |
| 2014 | 8  | Sinh viên Hàn Quốc            | 2–1                  | Đồng Tâm Long An      | Sport Clube Capixaba    | 2–1                     | SHB Đà Nẵng             |
| 2015 | 8  | Bangu Atlético                | 3–2                  | Sinh viên Hàn Quốc    | Becamex Bình Dương      | 3–0                     | Sinh viên Nhật Bản      |
| 2016 | 8  | Shonan Bellmare               | 2–1                  | SHB Đà Nẵng           | Sinh viên Hàn Quốc      | 3–0                     | Boeung Ket Angkor       |
| 2017 | 5  | Becamex Bình Dương            | 1–0                  | Vasco da Gama B       | Quảng Nam               | 1–1 (4–2 p)             | Hoàng Anh Gia Lai       |
| 2018 | 5  | Hoàng Anh Gia Lai             | RR                   | Becamex Bình Dương    | Sài Gòn                 | RR                      | SHB Đà Nẵng             |
| 2019 | 4  | Becamex Bình Dương            | 3–0                  | U-20 Việt Nam         | U-20 Myanmar            | 4–2                     | U-20 Campuchia          |
| 2021 | 5  | Becamex Bình Dương            | RR                   | Sài Gòn               | Khánh Hòa               | RR                      | Bà Rịa Vũng Tàu         |

## Các đội tham dự
| - Bình Dương (chủ nhà) - Đồng Tâm Long An 2000-2010, 2013, 2015 - Sông Lam Nghệ An 2003 - Câu lạc bộ bóng đá Hải Phòng 2003, 2008-2011, 2016 - SHB Đà Nẵng 2005-2009, 2011, 2012, 2016, 2018 - Đồng Tháp 2002, 2004 - Tiền Giang 2002 - Cần Thơ 2002 - Than Quảng Ninh 2015, 2016 - Bình Định 2001, 2002, 2006 - Hoàng Anh Gia Lai 2000, 2007, 2017, 2018 - Sài Gòn FC 2018 - Khatoco Khánh Hòa/Sanna Khánh Hòa BVN 2001, 2010, 2015 - Cảng Sài Gòn 2000-2002, 2005 - Công an Thành phố Hồ Chí Minh 2000, 2001 - Ngân hàng Đông Á 2002, 2003 - Hải Quan 2001 - Sài Gòn Xuân Thành 2011, 2012 - U22 Việt Nam 2012, 2013 - U20 Việt Nam 2019 - Đồng Nai 2013 - Quảng Nam 2017 - Matsubara 2004, 2006-2008, 2010, 2011 - Duque de Caxias 2009 - Grêmio Barueri Futebol 2012 - Vasco da Gama B 2017 - Bangu Atlético Clube 2013, 2015, 2016 - U23 Campuchia 2003 - U20 Campuchia 2019 - Boeung Ket Angkor 2016 - Xiamen Lanshi 2005 - Wuhan 2006 - Dalian Shide 2007 | - Chongqing Lifan 2009 - Etoile FC 2010 - REAC Sportiskola 2013 - East Bengal F.C. 2011 - U20 Indonesia 2004 - Semen Padang F.C. 2013 - Avispa Fukuoka 2012 - Sinh viên Nhật Bản 2015 - Shonan Bellmare 2016 - Lào 2003 - MCTPC 2004 - U21 Malaysia 2004 - Yadanarbon 2015 - U20 Myanmar 2019 - New Radiant SC 2008 - Tampines Rovers 2005 - Woodlands Wellington 2006 - Artmedia 2009 - MŠK Žilina 2011 - Suwon City FC 2004 - Ulsan Hyundai Mipo Dockyard 2005 - Busan Kyotong 2006 - Daejeon Citizen F.C. 2007 - Sinh viên Hàn Quốc 2008, 2013, 2015, 2016, 2017 - Đại học Hanyang 2018 - Krung Thai Bank F.C. 2003 - Osotsapa F.C. 2004 - PEA 2005 - Chonburi FC 2007, 2010, 2012 - BEC Tero Sassana 2013 - Kampala City 2009 - Express FC 2010 - SC Villa 2011. |